# Едді Гепгуд
Едді Гепгуд (англ. Eddie Hapgood, нар. 24 вересня 1908, Бристоль — пом. 20 квітня 1973, Роял-Лемінгтон-Спа) — англійський футболіст, що грав на позиції захисника. По завершенні ігрової кар'єри — футбольний тренер.
Один із найкращих захисників в історії «Арсеналу». Капітан легендарних «канонірів» 30-х років. Лондонці стали першими, хто став грати за системою «Дубль-ве», а одним із ключових гравців нової ігрової схеми був Едді Гепгуд. В лізі провів 392 матчі. Чемпіон Англії 1931, 1933–1935 та 1938 років, володар Кубка Англії 1930 та 1936 року. За збірну Англії в 1933–1939 провів 30 матчів, в 21 з них був капітаном команди. Безпомилково вибирав позицію, один з перших в світі регулярно підключався до атак.

## Біографія

### Ранні роки

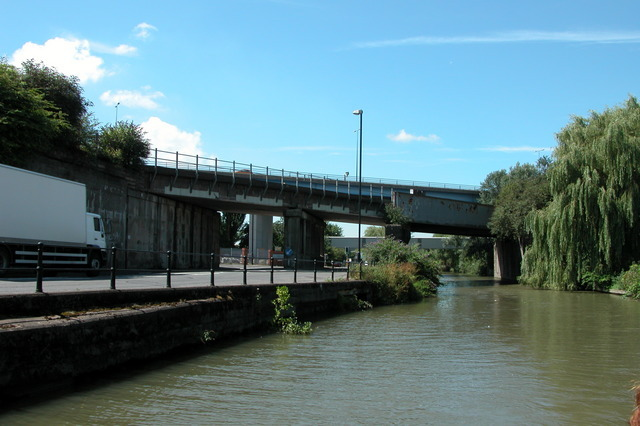
Район, де Гепгуд розпочав грати в футбол.

Едді народився в південному британському містечку Бристоль 24 вересня 1908 року. Він став дев'ятою дитиною в сім'ї і перші шість років свого життя провів у східному Бристолі, в районі Дінгс, який високим рівнем життя ніколи не відрізнявся. Ще з середини XIX століття це місце почали забудовувати будинками для робочих прилеглої залізниці. Зазвичай ті будинки мали два поверхи (на кожному з яких двокімнатна квартира). На півдні такого району і проживала велика родина Гепгудів: спочатку по 5-ій Кларк Білдінгс на Юніон Роуд в Сент-Філіпсі, а потім на 34-й Дейс Роуд. У 1914 році, напередодні війни, стався черговий переїзд — на 23-ю Рейнлаф Стріт в Бартон-Гілл (теж знаходився поруч з Дінгс і Сент Філіпс).
Пізніше Едді навчався в Школі Еммануеля, яка перебувала на Бартон Роуд в Сент-Філіпсі. На початку своєї автобіографії Гепгуд згадував про перші роки в Бартон Хіллі, коли йому було 10 років і вперше довелося пограти у футбол біля міської магістратури. Справа закінчилася розбитим вікном і штрафом у розмірі 12,5 пенсів (на ті часи чимала сума). Як згадував сам Едді: «навіть тоді я грав захисника».
1920 році Едді залишив Школу Еммануеля, вступивши в іншу — Мор Скул на Сент-Джудс-Лівінг. А в 14 років він зовсім закинув свою освіту. Сам Едді згадував: «У школі я дуже мало грав у футбол. Якщо бути точним, провів лише дві гри. Тоді я вже закінчував своє навчання в нашій школі і повинні були запровадити нову програму розвитку, місце в якій знайшлося і футболу. Директор сказав мені збирати команду і розбити всіх в пух і прах. Але після двох ігор я відправився в старшу школу».
З тих пір він почав заробляти на життя самостійно, займаючись доставкою молока на возі з кіньми в олійницю свого шурина. Не забував юний захисник і про футбол, граючи за команду «Сент-Філіпс Марш Еделт Скул Джуніорс» в місцевій Лізі Даунс: «Кожну суботу з ранку я брав свого старого коня і мчав на гру. Зазвичай я діяв у захисті, але одного разу на другий тайм довелося вийти в нападі, і мені вдалося забити чотири голи за 10 хвилин».

### «Бристоль Роверз»
Звичайно, граючи в місцевих командах, Едді не залишав надії потрапити в головну команду міста — «Бристоль Роверз». В травні 1927 року його таки прийняли, давши шанс проявити себе за резерв. Вперше він зіграв за другу команду «Роверс» 7 травня в рамках Західної Ліги проти «Тонтона» на «Іствілл Стедіум». Після матчу в звіті місцевої газети Green'un не переставали захоплюватися грою молодого футболіста: «„Роверс“ виставили нового гравця, захисника Гепгуда, який справив гарне враження з перших же хвилин, вчасно зупиняючи атаки суперника. Гепгуд новий хлопець, сповна виправдав своє включення в основу, граючи в захисті немов ветеран». Не менше було піднесене і керівництво «Бристоля», що запропонувало Едді повноцінний контракт на 8 фунтів на тиждень та роботу розвізника вугілля влітку. Однак Гепгуд вирішив, що розвозити молоко куди престижніше, і відмовився. Головною ж причиною стало, що в контракті ні слова не говорилося про зарплату в міжсезоння.

### «Кеттерінг Таун»

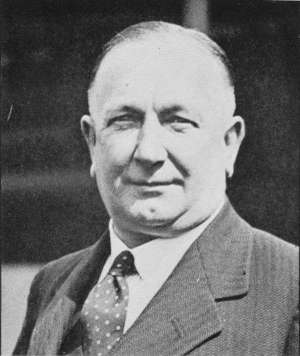
Герберт Чепмен — багаторічний тренер «Арсеналу», який помітив і купив гравця до своєї команди, відкривши шлях Гепгуду до великого футболу.

Незабаром Гепгуд підписав контракт з маловідомим «Кеттерінг Таун», який грав тоді в східній секції Південної Ліги (4-й рівень). Перехід той відбувся завдяки рекомендації якогось футболіста, зовсім недавно перебрався з «Бристоля» в «Кеттерінг», і знав про талановитого захисника. На відміну від бристольської, запропонована «Кеттерінгом» зарплата була вдвічі менше, але зате тут платили ще й влітку (3 фунти). Сама процедура підписання проходила в будинку матері Едді, який тоді відлежувався в ліжку, бо загрипував.
Провівши 12 ігор на початку сезону 1927/28, в жовтні того ж року в офісі «Кеттерінг Таун» з'явився Герберт Чепмен. Тоді знаменитий менеджер керував «Арсеналом» і стежив за молодим захисником, ймовірно розгледівши в хлопця потенціал: «Після гри тренер „Кеттерінга“ Білл Коллір покликав мене у свій кабінет і представив одній людині в твідовому костюмі, окуляри якого не приховували проникливого погляду його блакитних очей. Тоді я ще не знав хто це… Коллір сказав: „Едді, це містер Чепмен і ще один джентльмен — містер Еллісон“. Як виявилося, ці дві людини зіграли найважливішу роль у моїй майбутній кар'єрі. Через кілька секунд мовчання містер Чепмен запитав: „Ну, молодий чоловік, п'єте або курите?“ Швидше здивувавшись, я твердо відповів: „Ні, сер“».
Отримавши необхідну відповідь і згоду самого гравця, Чепмен взявся за керівництво клубу. Головний менеджер «канонірів» зробив дуже щедру пропозицію в 750 фунтів плюс деякі бонуси, а так само товариський матч з його клубом, з гарантією, що багато хто з провідних футболістів візьмуть у ньому участь.

### Перехід в «Арсенал»
Незабаром Едді сів на поїзд, який прямував у Лондон, щоб приєднатися до своїх нових партнерів. При підписанні контракту ще в Кеттерингу Гепгуду виплатили 10 фунтів, але він їх програв у вагоні, погодившись пограти в карти з місцевими шулерами. По прибуттю в столицю його зустрів один з тренерів клубу «Панч» Мак'юен, який відразу підтримав новачка: «Все в порядку синку. Тепер ти в „Арсеналі“, і всі будуть піклуватися про тебе». Едді у свої 19 років мав досить малу статуру. Був настільки кволий, що мало не втрачав свідомість після відпрацювання ударів головою по важких шкіряних м'ячах того часу. Але тренер команди Том Віттакер взявся за молодого захисника. В ході довгих пошуків причини такої слабкості новачка, Том вирішив, що Едді дуже легкий (всього 60 кілограм). Гепгуда чекали жорстокі тренування з навантаженням. Мало того, він був ще й вегетаріанцем. Однак впертий наставник виправив і це, змусивши його почати їсти м'ясо. В цьому полягала особлива дієта Віттакера — їсти якомога більше стейків. Цю методику разом з Хэпгудом розділив і правий нападник Джо Г'юм, який так само чимало натерпівся від ненависних м'ячів. Але в майбутньому це стало формулою успіху: Едді знайшов фізичну силу і масу, а гра головою так і зовсім стала його козирем.
Дебют у складі «канонірів» відбувся 19 листопада 1927 року в матчі з «Бірмінгем Сіті» на «Сент-Ендрюсі» (1:1). Хепгуд замінив в основі травмованого Хораса Коупа. За сезон новобранець «канонірів» з'явився в складі лише двічі. У наступному році молодий лівий захисник зіграв за «Арсенал» вже 17 матчів, а в подальшому став просто незамінний.

### Сезон 1929/30
1929 рік став дуже значущим як для самого Гепгуда, так і для всієї команди. Молодий захисник, нарешті закріпився в основі, як і кілька його партнерів — Гербі Робертс, Джек Ламберт і Чарлі Джонс. До того ж, влітку того року Герберт Чепмен зробив одні з найбільш важливих придбань в історії клубу тієї пори. Це покупка одного з найкращих форвардів країни Алекса Джеймса з «Престона», і підписання 17-річного Кліффа Бестіна з «Екстер Сіті».
У 1930 році, на п'ятий рік керівництва командою Чепменом, прийшов перший успіх. У фіналі Кубка Англії був обіграний «Гаддерсфілд Таун» (2:0). Причому за п'ять матчів в турнірі лондонці не пропустили жодного гола, завоювавши трофей з різницею м'ячів 9:0. Відмінно спрацювала і оборона, якою славився той «Арсенал». З тих пір для «канонірів» почалася «золота ера». «Мої незабутні спогади відносяться до фіналу кубка 1930 року, адже це був мій перший фінал, а я грав в основі трохи більше року. В той день ми взяли верх над могутнім „Гаддерсфілдом“, це була велика перемога, великий момент для Старого Боса, який свого часу перетворив „Гаддерсфілд“ в чудову команду. А тепер він ішов до того, щоб зробити з нас ще більш сильний клуб».

### Сезони 1930/31 та 1931/32
У сезоні 1930/31 «Арсенал», разом з Гепгудом в основі, який зіграв у 38 матчах, вперше у своїй історії став чемпіоном країни. В наступному сезоні Едді зіграв у 42 з 42 матчах «канонірів» в чемпіонаті, але «Арсенал» поступився чемпіонством «Евертону», відставши на два очки від лідерів.

### Сезон 1932/33
Наприкінці сезону 1932/33 «Арсенал» залишив Том Паркер — капітан клубу. Чепмен вирішив, що кращої заміни в цій ролі йому не знайти, удостоївши цього звання Едді Гепгуда. Цей сезон, до речі, закінчився другою перемогою в чемпіонаті, повтореної в наступні два роки.

### Сезон 1933/34
1933 року Едді вперше викликали в збірну Англії. Дебют припав на товариський матч з італійцями у Римі, що завершився нічиєю (1:1). Родоначальники провели в тому році ще чотири гри, в трьох з яких Едді незмінно грав. Його партнером по обороні в цих поєдинках став правий бек «Гаддерсфілда» Рой Гудолл, який був капітаном «трьох левів». Цікаво, що в травні того ж року ФА запропонувала Герберту Чепмену покерувати національною командою на пару зустрічей. Той самий матч у Римі став першим для нього. Склад на гру вибирала Асоціація, а тактику і ігрові установки давав вже «головний тренер».
Можливо «каноніри» і встановили б рекорд за кількістю титулів поспіль, але 6 січня 1934 року Герберт Чепмен помер від пневмонії. «Його смерть у 1934-му породила величезну порожнечу, яка так і залишилася такою. Я ніколи не забуду той день. Нам належало приймати на Хайбері з „Шеффілд Венсдей“. Я голився у своєму будинку в Фінчлі, коли Еліс Мосс, дружина нашого воротаря, увірвався до мене в жахливому стані. Вона побачила на вулиці заголовки газет, кожен з яких говорив про смерть Герберта Чепмена. Я був настільки приголомшений цією новиною, що близько 15 хвилин так і стояв з наполовину намиленим обличчям. Коли я, нарешті, поголився, то поспішив на стадіон, щоб упевнитися в правдивості чуток. Всередині Хайбері більше скидався на морг. В той день було не до футболу. Пройшло чимало часу, перш ніж ми пережили цю трагедію. Герберт Чепмен так багато зробив, і ще так багато міг зробити…».
Тренерський пост в «Арсеналі» вирішили віддати перевіреній людині, Джо Шоу, який виступав за клуб в період з 1907 по 1922 рік, після чого керував резервною командою. Шоу впевнено довів команду третього чемпіонства.
Проте ще до того, 14 квітня збірна Англії провела першу гру у новому році. На «Вемблі» приїхали шотландці. Матч відбувся в рамках домашнього чемпіонату Великої Британії сезону 1933-34 років. Але впевнена перемога 3%0 не принесла господарям титул — він був завойований валлійцями. У травні і вересні збірна провела ще три зустрічі. Весь цей рік Гепгуд незмінно грав у парі з капітаном команди Томом Купером з «Дербі Каунті».

### Сезон 1934/35
Влітку 1934 року місце менеджера «Арсеналу» зайняв (тепер вже на постійній основі) давній помічник Чепмена — Джордж Еллісон. До того часу в клубі назрівала зміна поколінь. Еллісон знав, що потрібно робити, прийнявши посаду. Варто додати, що відносини з новим наставником у Гепгуда відразу не задалися.

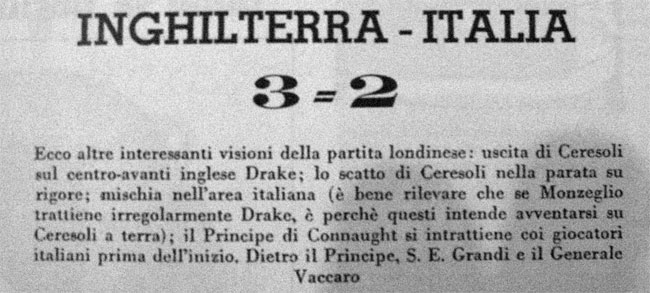
Замітка в італійській газеті «Il Calcio Illustrato» про матч, що отримав назву «Битва на Хайбері».

14 листопада 1934 року відбулася зустріч збірної Англії з чемпіонами світу — італійцями. Багато хто (в більшій мірі звичайно англійці) тоді охрестили цю гру як справжній бій за титул найкращої збірної планети. Пізніше цей матч будуть називати ніяк інакше, як «Битва на Хайбері». Господарі добре почали поєдинок, забивши три голи в перші 12 хвилин. Але у час, що залишився, гра набула вид жорстокого протистояння, з якого не кожен зумів вибратися здоровим. Сер Стенлі Метьюз розповідав про один епізод з Едді Хэпгудом: «Після того, як Ерік Брук забив два м'ячі, Бертоліні що є сили вдарив Гепгудп, щопроходив повз, ліктем в обличчя. Едді впав немов ціни на Волл-Стріт в 1929-му». «Я відправився в роздягальню, під слабкий рев трибун і підбадьорювання Теда Дрейка, з дзвоном у вухах. Старий Том (Віттакер) длубався над моїм закривавленим обличчям. Я запитав у нього, а що якщо мій ніс зламаний. Аа він, накладаючи пластир, діловито сказав, що таке буває. Як тільки він закінчив, я тут же схопився і вибіг на поле». При такій напруженій атмосфері, та ще й у тумані, у другій половині гості відіграли два м'ячі зусиллями Джузеппе Меацца, але зрівняти рахунок не змогли. В цьому надзвичайно пам'ятну поєдинку, Едді Гепгуд вперше виступав у ранзі капітана. Надалі він згадував про те злощасному матчі: «Дуже важко грати як джентльмен, коли поруч хтось схожий на члена мафії „втирає“ ваші ноги в газон, або несподівано підійшовши ззаду, піднімає в повітря».
В тому році за збірну, як і в наступному, в захисті з Едді грав його одноклубник Джордж Мейл. 6 квітня 1935 року у вирішальній зустрічі за титул чемпіона Великої Британії родоначальники грали в гостях з «тартановою армією». Близько 130 тисяч глядачів стали свідками перемоги команди господарів, однак чемпіонство довелося розділити, хоча в англійців було забито на гол більше.

### Сезон 1935/36
Наступний рік ознаменувався для Гепгуд суцільними невдачами. «Арсенал» після Нового року йшов у чемпіонаті на 3-4 місці і ніяк не міг наблизитися до лідируючого «Сандерленда». Збірна аналогічно невдало розпочала виступи, зазнавши 4 поразки в 5 матчах, і програвши домашню першість шотландцям. У вирішальному поєдинку з «горцями», що проходив на Вемблі 4 квітня 1936 року, аж до 75-ї хвилини господарі вели в рахунку 1:0, але саме ця хвилина стала фатальною — Гепгуд сфолив у штрафному майданчику і заробив для противника пенальті. Капітан збірної Англії став першим футболістом в історії великого стадіону, кому випала така доля. Томмі Вокер з точки не схибив — 1:1. В майбутньому Едді через це отримав не один гнівний листа на свою адресу.
Щоправда, незабаром «каноніри» вийшли у фінал Кубка. Але за два дні до гри Едді отримав телеграму, в якій повідомлялося про тяжку хворобу його матері. Тут же йому довелося все кинути і відправлятися в Бристоль. Але, на щастя, все обійшлося — Гепгуд зміг встигнути до фіналу проти «Шеффілд Юнайтед», який завершився для «гармашів» черговим трофеєм. А його мати в той день слухала радіорепортаж з «Вемблі» в Королівській лікарні Бристоля.

### Сезон 1936/37
Після цього цілий рік Гепгуд не з'являвся в національній команді, а капітанська пов'язка тим часом перейшла до Джорджа Мейла. Довгоочікуване повернення відбулося лише 20 травня 1937 року в Гельсінкі, де англійці розгромили фінів 8:0. Але цей матч так і залишився єдиним для Гепгуда в тому році. Восени збірна розпочала черговий похід за титулом чемпіонів Великої Британії, але вже без Едді. В чемпіонаті ж Англії «Арсенал» зайняв третє місце, а Гепгуд зіграв у 32 матчах і забив один гол.

### 1937/38
У сезоні 1937/38 «Арсенал» в третій раз спробував повернути собі титул чемпіонів. В запеклій сутичці з «Брентфордом» і «Вулвергемптоном» «каноніри» здобули-таки п'яте чемпіонство за вісім років, ставши найбільш успішною і найкращою командою десятиліття.
У збірну «трьох левів» Едді Гепгуд знову повернувся незадовго до тріумфу з «Арсеналом». Це сталося 6 квітня 1938 року на Вемблі в заключній грі домашньої британської першості проти шотландців, де він знову вийшов з капітанською пов'язкою. Насправді гра вже нічого не вирішувала — формально англійці завоювали титул ще в листопаді минулого року. Однак північні сусіди, швидше за все, і не думали про це, перемігши 1-0, завдяки голу Томмі Вокера.
А 14 травня родоначальникам чекав нелегкий виїзд до Берліна на товариську гру зі збірною Німеччини. На Олімпійському стадіоні зібралося близько 110 тисяч осіб. До гри один з чиновників ФА відвідав роздягальню збірної, пояснивши, що під час англійського гімну німецькі футболісти збираються виконати салют в знак поваги. Тим самим він просив, щоб і англійці віддали нацистське привітання під час хазяйського гімну, щоб не нагнітати політичну обстановку між обома країнами. «Я сидів повністю пригнічений, уявляючи, що ж моя сім'я і друзі можуть подумати, побачивши мене і моїх товаришів по команді…». Через кілька хвилин чиновник повернувся і повідомив, що отримав прямий наказ від сера Невілла Хендерсона (британського посла в Берліні), схвалений секретарем ФА Стенлі Роузом. «Нам сказали, що зараз політична ситуація між Німеччиною і Великою Британією дуже напружена, достатньо іскри, щоб спалахнула вся Європа».
Хоч самого фюрера, який бажав використати матч для нацистської пропаганди, на стадіоні в той день не було, привітання віддати все ж довелося. Збірна Англії обіграла німців 6:3 і поїхала на батьківщину. Гепгуд пізніше писав: «Це був найгірший момент у моєму житті, який я ні за що не захотів би повторити знову».

### Сезон 1938/39
Восени 1938 року стартував черговий, і як виявилося, останній сезон в кар'єрі Гепгуда. У «Арсенала» справи в чемпіонаті в черговий раз йшли погано. Причиною цього служив оновивлений склад, після відходу ряду лідерів клубу влітку 1938 року. Команда більшу частину сезону межувала між першою і другою десяткою, проте навесні справи дещо поліпшилися і «каноніри» встигли увірватися в п'ятірку.
Збірна Англії до того часу готувалася до виїзду в Глазго на вирішальну гру чемпіонату Великої Британії. Ще в жовтні 1938 року родоначальники почали турнір з поразки від валлійців 2:4, але через місяць реабілітувалися розгромом ірландців 7:0. 15 квітня 1939 року «Гемпден Парк» був переповнений — абсолютно рекордні 149 269 глядачів! Гра стартувала з голу господарів, які й відкрили рахунок на 20-й хвилині. Але у другому таймі англійці показали гру високого класу, відновивши паритет на 67-й хвилині зусиллями Пета Бізлі. А на 88-й Томмі Лоутон забив переможний гол. Чемпіонство, тим не менш, довелося розділити між трьома збірними — вперше в історії. Згодом Гепгуд вважав цей матч найбільшою грою у своєму житті.
Свій останній поєдинок за національну команду Едді Гепгуд провів 18 травня 1939 року в Белграді. Англійці поступилися югославам на їх полі 1:2. Додатково до цього Гепгуд порвав зв'язки коліна, що поставило під питання хоч якесь продовження кар'єри.
Всього за кар'єру Гепгуд провів 30 матчів, 21 з яких як капітан за збірну Англії. За «Арсенал» же він провів 440 матчів, пропустивши всього близько 50 зустрічей більш ніж за 10 років. При цьому Едді ще зумів двічі забити.

### Під час війни

Шотландський футболіст Біл Шенклі, з яким Гепгуд служив в Королівських ВПС і проти якого грав у фіналі військового Кубка на Вемблі 1941 року

1 вересня 1939 року почалася війна. На початок війни Едді було лише 30 років, але офіційні змагання були припинені. Гепгуд виступав у неофіційних матчах за збірну, а також за «Арсенал», провівши більше 100 матчів за рідний клуб в період між 1939-45 роками. Бувало у війну і так, що «Арсенал» позичав своїх футболістів різних клубів. Самому Гпгуду за цей час довелося пограти за «Саутгемптон» і «Челсі».
В 1943 році на Вемблі Едді був представлений королю Георгу VI як капітан національної команди. Монарх навіть підписав їхню спільну фотографію, яку Гепгуд зберігав, як найдорожчий сувенір у житті. А в січні того ж року на знак його заслуг перед національною командою ФА вручила Гепгуду сертифікат на 100 фунтів. Раніше похвала від футбольних чинів у такому вигляді жодному футболісту не діставалася.
Тоді Эдді вже не перший рік служив в Королівських ВПС. Так склалася доля, що разом з ним воював і відомий Біл Шенклі з «Престона», чому Едді був дуже радий. В автобіографії Хепгуд тепло відгукувався про фінал військового Кубка на Вемблі 1941 року, коли його «Арсенал» грав з «Престоном» Шенклі.
Трохи пізніше, вже після закінчення війни, Едді боровся за посаду головного тренера клубу зі своїм учителем Томом Віттакером, але безуспішно. У підсумку, з усіма пересварившись, він остаточно покинув стан «канонірів» в грудні 1945 року. Причиною його відходу також вказується відмова клубу заплатити Едді за воєнні роки, проведені в «Арсеналі».

### Кар'єра тренера

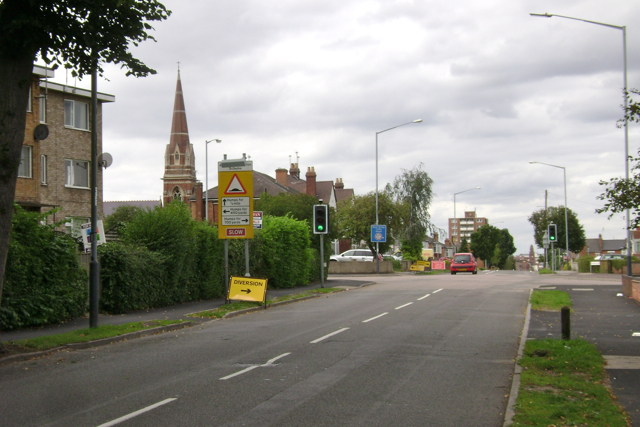
Містечко Роял-Лемінгтон-Спа, де провів свої останні роки та помер Едді Гепгуд.

Після війни Гепгуд зайнявся тренерською діяльністю. Успіху, щоправда, це не принесло. Ще до того як очолити «Блекберн Роверз» Едді безуспішно намагався відновити кар'єру в «Шрюсбері Таун». На посаді менеджера великому захиснику так само не вдалося нічого досягти. Ні «Блекберн», ні пізніше «Вотфорд», ні навіть місцевий «Бат Сіті» позитивних результатів з Едді так і не домоглися. Назагал Гепгуд працював тренером понад 10 років, а найкращими його успіхами стали п'ятий раунд Кубка з «Роверс» в 1947 році та 6-е місце в 3-му дивізіоні з «Вотфордом» в 1950 році. Після цього Гепгуд встиг попрацювати і в рідному «Арсеналі», тренуючи юнацькі команди клубу.

### Останні роки
1957 року Едді Гепгуд назавжди залишив футбол. Незабаром він влаштувався на посаду начальника гуртожитку (Християнської Асоціації молоді — знаменитої YMCA) для студентів науково-дослідного центру з атомної енергії в Харвеллі і Веймуті. Практично все своє життя Едді ніколи не скаржився на здоров'я, однак, у 60 років він переніс серцевий напад, який змусив його достроково піти на пенсію. Незабаром Гепгуд поїхав у Роял-Лемінгтон-Спа — знаменитий готельний центр в графстві Ворікшир.
Через п'ять років, 20 квітня 1973 року у Страсну П'ятницю, Едді зі своїм давнім другом Стеном Каллісом відвідали спортивний форум у Гонили-Гол. Гепгуда помер від другого в житті серцевого нападу прямо під час заходу.
Через тиждень, 27 квітня, після служби в церкві Святого Марка, Едріс Альберт Гепгуд був похований на кладовищі по Брансвік-Стріт в Лімінгтоні.

## Вшанування пам'яті
У вересні 2003 року один з його двох синів, Майк, відкрив меморіальну дошку в честь свого батька: «У знак визнання самого великого футболіста, що коли-небудь з'являвся в Бристолі».
Через деякий час її довелося перевезти в інше місце, після того, як будинок, де народився Едді, був знесений. Зараз меморіал імені Гепгуда розташований у початковій школі в Бартон Гілл, де колись навчався великий капітан.

## Досягнення
- Чемпіон Англії (5): 1930-31, 1932-33, 1933-34, 1934-35, 1937-38
- Володар Кубка Англії (2): 1929-30, 1935-36
- Володар Суперкубка Англії (5): 1930, 1931, 1933, 1934, 1938